# Partille

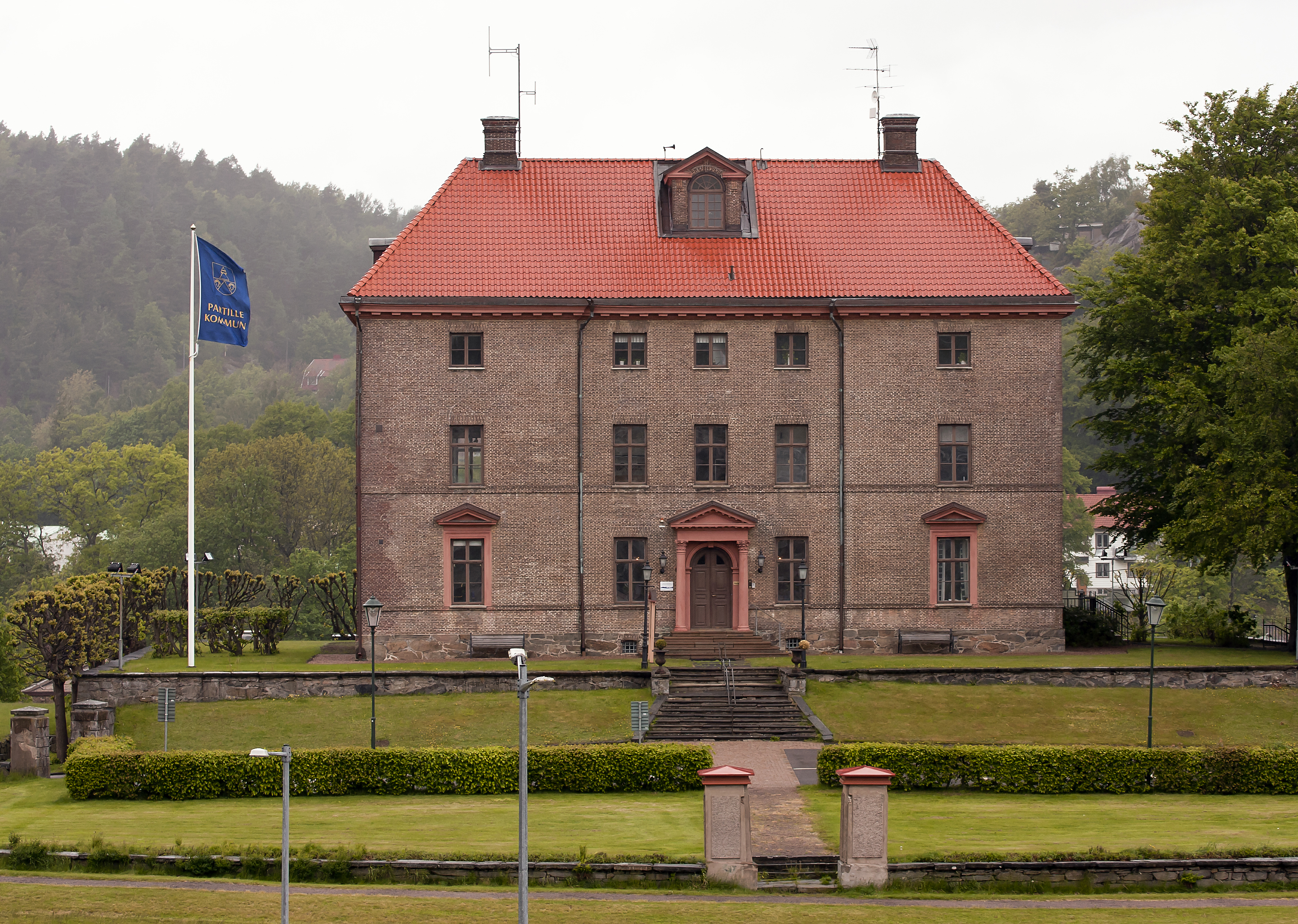
Conacul Partille

Partille (Pronunție în suedeză: [ˈpâʈːɪlɛ]) este o fostă zonă urbană din județul Västra Götaland din Suedia. Este sediul municipiului Partille.